# Nadir Mirza del Khorasan
Nadir Mirza del Khorasan (... – aprile 1803) è stato un nobile persiano.

## Biografia
Fu il quarto figlio di Shahrokh Afshar discendente diretto di Nadir Shah. Alla morte di Muḥammad Khān Qājār che aveva ucciso il precedente re di Persia, divenne governatore del Khorasan a partire dal 1797. La sua ribellione, partendo alla conquista di tutto il regno, gli costò la cattura, la tortura e in seguito la morte.